# Winterblut
Winterblut est un groupe (one man band) de black metal allemand, originaire de Bavière. L'Hiver, l'unique membre, est aussi connu sous le nom de Winterblut, jouant tous les instruments et chante. Winterblut compte au total huit albums studio entre 1999 et 2012, en plus de nombreux autres enregistrements.

## Biographie
Par le passé, quelques musiciens sont venus se joindre au projet solitaire de Winterblut l'espace d'une session. Robae est venu jouer la batterie sur Grund:Gelenkkunst, Bastardo sur Grund:Gelenkkunst et Sensenklänge, Butcher sur Das Aas aller Dinge ainsi que Eremit sur Teufelseintreibung. Phoneutria aussi connu sous le pseudonyme de Delta Pi Alpha Delta a déjà joué de la basse et du clavier en plus de chanter pour Winterblut.
La première publication de Winterblut dans la scène black metal s'effectue avec la cassette démo Asche Gottes, publiée en 1996. Ils publient l'année suivante, en 1997, la cassette Im Lande des Mitternachtsberges puis Präludium in A Moll en 1998. Winterblut publie son premier album studio, Der 6. Danach, en 1999, au label Darker than Black Records. Le groupe est souvent confondu avec un groupe de NSBM.
En 2003, le projet publie son deuxième album studio, Grund: Gelenkkunst, composé de 10 chansons, au label Red Steam. En 2007 sort l'album Das Aas aller Dinge au label End All Life Productions. Le magazine Revolver le classe 5e de son « top 5 des albums metal les plus innovateurs de ces cinq dernières années. »
À la fin de 2009, Winterblut signe au label Grom Records, et annonce l'arrivée d'un nouvel album courant janvier ou février 2010. L'album, intitulé Von den Pflichten Schönes Zu Vernichten, est publié le 16 février 2010. Au début de 2011, le groupe est annoncé au Under The Black Sun Festival 2011 organisé près de Berlin les 1er et 2 juillet 2011.

## Discographie

### Albums studio
- 1999 : Der 6. Danach
- 2003 : Grund: Gelenkkunst
- 2007 : Das Aas aller Dinge
- 2007 : Teufelseintreibung
- 2010 : Von den Pflichten, Schönes zu vernichten
- 2011 : Leichenstandard
- 2012 : Der 6. Danach, Opus I: Leidenswege
- 2012 : Der 6. Danach, Opus II: Geistermusik & Opus III: Orgelmusik

### Démos et EPs
- 1996 : Asche Gottes (démo)
- 1997 : Im Lande des Mitternachtsberges (démo)
- 1998 : Promo 1998 (démo)
- 1998 : Präludium in A Moll (démo)
- 2000 : Promo 2000 (démo)
- 2004 : Das Aas (démo)
- 2004 : Rehearsel 2004 (démo)
- 2005 : Sensenklänge (démo)
- 2009 : Eine Schlechte Tat (EP)
- 2014 : Kein Herz und keine Seele (démo)

### Compilation
- 2005 : The Pest of...